# Regimentul 16 de aviație de vânătoare al Gărzii
Regimentul 16 Aviație de Vânătoare al Gărzii (în rusă 16-й гвардейский истребительный авиационный Сандомирский ордена Александра Невского полк) a fost o unitate a Forțelor Aeriene Sovietice din cadrul Armatei Roșii în cel de-al Doilea Război Mondial. 

## Istorie
Regimentul a fost format între 12 septembrie 1939 și 19 ianuarie 1940 sub numele de Regimentul 55 Aviație de Vânătoare pe aerodromul Kirovograd din Districtul Militar Special Kiev, pe baza regimentelor 43, 2, 12 și 17 (Directiva nr. 05875 a Comandantului Forțelor Aeriene din 12.09.1939). La începutul celui de-al Doilea Război Mondial, a făcut parte din Divizia 20 de aviație mixtă desfășurată în districtul militar Odessa. În martie 1942, regimentul a fost atașat la Corpul Aerian al Armatei a 18-a, iar între 22 mai și 12 august a făcut parte din Divizia 216 de vânătoare. Între 24 septembrie și 31 decembrie 1942, a făcut parte din Divizia 229 de aviație de vânătoare, staționată în apropierea orașului Izberbash. Între 1 ianuarie și 2 aprilie 1943, a făcut parte din Regimentul 25 aviație de rezervă desfășurat în Adzhi-Kabul. Prin ordinul Comisariatului Poporului pentru Apărarea URSS din 7 martie 1942, regimentul, pentru curajul și eroismul militarilor, a primit titlul onorific de Gardă și a primit un nou număr, devenind Regimentul 16 Aviație de Vânătoare al Gărzii. Drapelul Gărzii a fost prezentat regimentului la 5.7.42, pe aerodromul Smely, de către generalul-maior Vershinin, comandantul Armatei a 4-a Aeriană. De la 09.04.1943 la 16.06.1943, regimentul a fost transferat la divizia 216 de vânătoare mixtă (de la 17.06.1943 la 10.01.1944, de la 07.05.1944 la 11.05.1945 la divizia a 9-a de vânătoare Mariupol-Berlin a Ordinului Steagul Roșu al lui Bogdan Khmelnițki) a Armatei a 4-a aeriene a frontului 1 ucrainean. În 1944, pentru participarea sa la operațiunea Lviv-Sandomir, regimentul a primit titlul onorific "Sandomirski", iar în același an a fost decorat cu Ordinul Alexandru Nevski. În 1949, regimentul a fost redenumit Regimentul 689 de Aviație de Vânătoare de Luptă al Gărzii. În 1989, regimentul a fost numit după A.I. Pokrychkin. De la 1 decembrie 1994, regimentul face parte din Forțele Aeriene ale Flotei Baltice și are baza pe Aeroportul Chkalovsk Kaliningrad. 